# Parafia św. Herberta w Wodzisławiu Śląskim
Parafia św. Herberta – parafia rzymskokatolicka znajdująca się w Wodzisławiu Śląskim. Erygowana 3 października 1982 roku. Jest to parafia powstała w okolicach wodzisławskich osiedli 26 Marca, XXX-Lecia i Piastów. Obecnym jej proboszczem jest ks. Janusz Badura.
24 grudnia 1980 biskup katowicki Herbert Bednorz przeżywał 30 rocznicę sakry biskupiej. W tym dniu Wojewoda Katowicki wydał zgodę na budowę nowego kościoła w Wodzisławiu Śląskim. Był to "ukłon" ówczesnych władz w kierunku księdza biskupa za to, co zrobił przez te lata dla Górnego Śląska.
Budowniczym tego kościoła został ksiądz Jan Ficek, ówczesny wikariusz parafii Ducha Św. w Tychach.
Po wyznaczeniu miejsca i wykupieniu ziemi pod kościół została tam postawiona tymczasowa kaplica.
Dnia 6 grudnia 1982 ks. Jan Ficek został mianowany proboszczem nowo utworzonej parafii św. Herberta (właśc. Herybert).
21 kwietnia 1983 r. rozpoczęły się prace związane z budową kościoła. Najpierw zakładany jest potężny fundament pod najwyższą część kościoła. Potem wznoszone są mury, których zwieńczeniem jest biegnący wokół nich wieniec, na którym spoczywa dach kościoła. Wraz z kościołem wznoszony jest budynek probostwa i budynek katechetyczny.
Uroczystego poświęcenia nowego kościoła dokonał ksiądz biskup Damian Zimoń 15 września 1990 roku.

## Proboszczowie
- ks. Jan Ficek (1982-2003)
- ks. Janusz Badura (od 2003)